# Кіян Робертс
Кіян Робертс (англ. Quillan Roberts, нар. 13 вересня 1994, Брамптон) — гаянський футболіст, воротар клубу «Фордж», а також національну збірну Гаяни.
Виступав за молодіжні команди «Торонто» та «Португал», у 2012 році підписав контракт з першою командою «Торонто». Провів один сезон в оренді в «Вілмінгтон Гаммергедс», потім грав за «Торонто II», по заверщенні сезону 2016 року отримав статус вільного агента. 
Після переходу до «Вудридж Страйкерс» виграє «золотий дубль» (чемпіонат та кубок), також потрапив до команди Всіх зірок та отримав звання Найкращий воротар року. Того ж року виступав за «Йорк Лайонс» (команду Йоркського університету), з якою обіграв Онтаріо Юніверситі Атлетикс.
Зіграв один поєдинок у футболці національної збірної Канади, відзначився голом у трьох поєдинках за канадську збірну на юнацькому чемпіонаті світу 2011 року.

## Клубна кар'єра

### Ранні роки
Народився 13 вересня 1994 року в місті Брамптон. Футболом розпочав займатися в 6-річному віці у дитячо-юнацькій академії СК «Брамптон». 

### «Торонто»
Вихованець футбольної школи клубу «Торонто», також нетривалий період часу виступав за «Португал» у Канадській лізі соккеру. 10 квітня 2012 року став сьомим випускником молодіжної академії «Торонто», який підписав контракт з першою командою.
21 липня 2012 року дебютував за першу команду клубу, замінивши в другому таймі Фредді Голла в нічийному (1:1) поєдинку проти «Ліверпуля», за який у тому матчі грали Джо Коул, Мартін Шкртел та Рахім Стерлінг.
У команді провів 5 років, проте не зіграв жодного офіційного поєдинку за «Торонто», тому в грудні 2016 року отримав статус вільного агента

#### Оренда в «Вілмінгтон Гаммергедс»
Протягом двох сезонів не зіграв жодного офіційного матчу за «Торонто», тому керівництво клубу вирішило відправити Кіяна в оренду до представника United Soccer League «Вілмінгтон Гаммергедс», разом з його одноклубниками Менні Апарісіо та Денієлом Ловіцем. 6 квітня 2014 року дебютував за нову команду в нічийному (0:0) поєдинку проти «Гаррісбург Сіті Айлендерз».
6 серпня «Торонто» повернув з оренди Робертса, який встиг зіграти за американський клуб 17 матчів. 

#### «Торонто II»

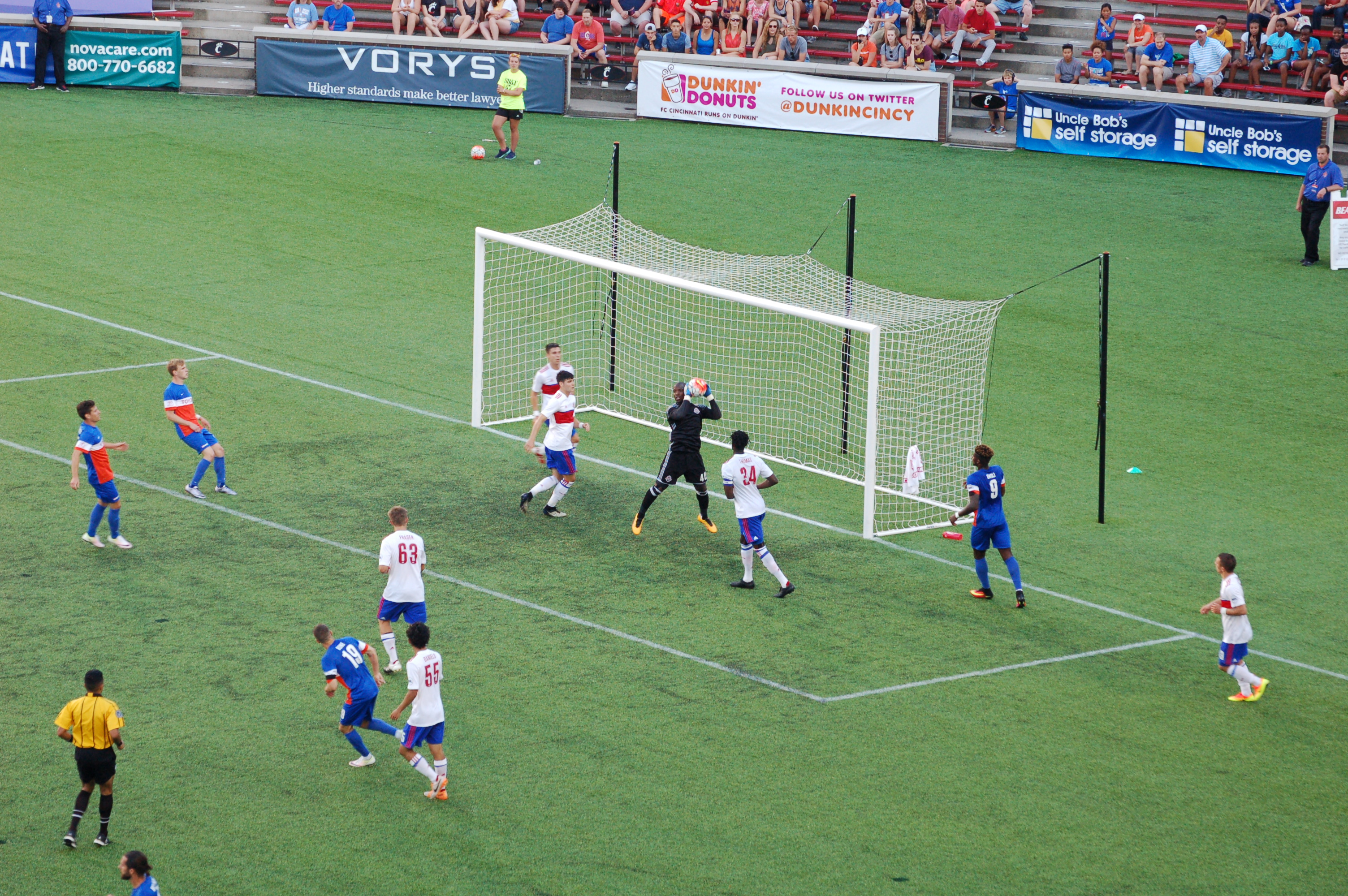
Кіян Робертс під час виступів за «Торонто II» у 2016 році

20 березня 2015 року став одним з 7-и футболістів, які відправилися в оренду в «Торонто II». Його партнерами по команді стали Алекс Боно, Ештон Морган, Джей Чапман, Кріс Маннелла та Джордан Гамільтон У новій команді дебютував 19 квітня в нічийному (1:1) поєдинку проти «Ванкувер Вайткепс 2». Зігравши 15 матчів в USL «Торонто II» продовжив оренду воротаря, який після цього зіграв 9 матчів.

### «Вудридж Страйкерс»
Побував на перегляді в складі представника USL «Рочестер Ріноз», проте команді не підійшов. Напередодні старту сезону 2017 року приєднався до «Вудридж Страйкерс» з Ліги 1 Онтаріо. У цьому турнірі зіграв 19 «сухих матчів», а 12 листопада визнаний Найкращим воротарем року в Лізі 1 Онтаріо. Окрім цього, разом з командою виграв чемпіонат та потрапив до Команди Всіх зірок 2017.
Також зіграв у всіх матчах Кубку Ліги 1 Онтаріо, в якому «Вудридж» також тріумфував. Кіян виходив на поле в поєдинках проти «Санджаксс Лайонс», «Лондон» та «Норз Міссауга», а також у переможному (3:1) поєдинки проти «Вогана».

### «Йорк Юніверситі»
У 2017 році приєднався до «Йорк Лайонс» на період вивчення вільних мистецтв у Йоркському університеті. Зіграв 6 матчів у плей-оф Ontario University Athletics. Разом з командою зазнав лише однієї поразки, в решті ж поєдинків залишив ворота свого клубу сухими, в тому числі й у переможному фінальному матчі. 

### «Лос-Анджелес»
На початку сезону 2018 року побував на перегляді в «Оттава Ф'юрі» з United Soccer League. Потім наперердодні першого товариського матчу приєднався до  «Лос-Анджелеса» з Major League Soccer. 30 травня 2018 року уклав з клубом договір. У листопаді 2018 року «Лос-Анджелес» розірвав контракт з воротарем

### «Фордж»
2 березня 2019 року апмєднався до «Форджа» з Прем'єр-ліги Канади. Дебютував у новій команді 8 травня 2019 року в переможному (3:0) поєдинку проти «Пасифіка». Зіграв 8 матчів у Чемпіоншипі Канади та 1 поєдинок у Чемпіоншипі ПЛК. 8 січня 2020 року клуб оголосив, що контракт з Робертсом не буде продовжений.

## Виступи за збірні

### Канада
У 2011 році отримав виклиу до юнацької збірної Канади U-17 на чемпіонат світу 2011 року в Мексиці. На турнір відправився як дублер Максима Крепо, проте через травму основного воротаря зіграв у стартовому складі 2-о туру групового етапу проти Англії. На 87-й хвилині матчу, коли канадці поступалися з рахунком 1:2, Кіян виніс м'яч з власної половини поля, м'яч вдарився об Джордана Пікфорда та закотився за лінію воріт. Цей гол став першим на фінальних частинах турнірів пі егідою ФІФА у виконанні воротаря, а також приніс нічию Канаді (2:2). На турнірі зіграв ще 2 поєдинки, проте Канада вибула з турніру за підсумком груповому раунду.
30 березня 2015 року дебютував у складі національної збірної Канади в переможному (3:0) товариському поєдинку проти Пуерто-Рико. Кіян вийшов на поле на 86-й хвилині, замінивши Мілана Боряна. Згодом потрапив до заявки збірної на Золотому кубку КОНКАКАФ 2015. Канада вибула за підсумками групового турніру.

### Гаяна
Оскільки Кіян Робертс виступав за збірну Канади лише в товариських матчах, він й надалі мав право обирати збірну за яку виступати на міжнародному рівні (Ямайка або Гаяна, країни народження його батька та матері). 20 травня 2019 року потрапив до поперереднього списку з 40-а гравців збірної Гаяни для поїздки на Золотий кубок КОНКАКАФ. 30 травня потрапив до остаточного списку збірної Гаяни. Дебютував у складі національної команди 26 червня в нічийному (1:1) поєдинку останнього туру групового етапу Золотого кубку проти Тринідаду і Тобаго

## Особисте життя
Народився в Торонто в гаянського батька та ямайської матері. Брат Джамала у 6-річному віці переїхав до Брамптона, штат Онтаріо. З 2009 по 2012 рік навчався в Середній школі Гард-Лейк, а 5 років по тому відправився на навчання в Йоркський університет. У вільний час Робертс брав участь у роботі товариств Гуманного суспільства Торонто, «Молодість без притулку», «Св. Маргарити» та «Міські вулиці».

## Статистика виступів

### Клубна
Станом на 8 січня 2020
| Клуб                             | Ліга              | Сезон             | Ліга  | Ліга | Плей-оф | Плей-оф | Кубок | Кубок | Загалом | Загалом |
| Клуб                             | Ліга              | Сезон             | Матчі | Голи | Матчі   | Голи    | Матчі | Голи  | Матчі   | Голи    |
| -------------------------------- | ----------------- | ----------------- | ----- | ---- | ------- | ------- | ----- | ----- | ------- | ------- |
| «Торонто II»                     | USL               | 2015              | 15    | 0    | 0       | 0       | 0     | 0     | 15      | 0       |
| «Торонто II»                     | USL               | 2016              | 9     | 0    | 0       | 0       | 0     | 0     | 9       | 0       |
| «Торонто II»                     | Загалом           | Загалом           | 24    | 0    | 0       | 0       | 0     | 0     | 24      | 0       |
| «Торонто»                        | MLS               | 2013              | 0     | 0    | 0       | 0       | 0     | 0     | 0       | 0       |
| «Торонто»                        | MLS               | 2014              | 0     | 0    | 0       | 0       | 0     | 0     | 0       | 0       |
| «Торонто»                        | MLS               | 2015              | 0     | 0    | 0       | 0       | 0     | 0     | 0       | 0       |
| «Торонто»                        | MLS               | 2016              | 0     | 0    | 0       | 0       | 0     | 0     | 0       | 0       |
| «Торонто»                        | Загалом           | Загалом           | 0     | 0    | 0       | 0       | 0     | 0     | 0       | 0       |
| «Вілмінгтон Гаммергедс» (оренда) | USL               | 2014              | 17    | 0    | 0       | 0       | 0     | 0     | 17      | 0       |
| «Вудридж Страйкерс»              | Ліга 1 Онтаріо    | 2017              | 20    | 0    | 1       | 0       | 4     | 0     | 25      | 0       |
| «Лос-Анджелес»                   | MLS               | 2018              | 0     | 0    | 0       | 0       | 0     | 0     | 0       | 0       |
| «Фордж»                          | CPL               | 2019              | 2     | 0    | 0       | 0       | 1     | 0     | 3       | 0       |
| Усього за кар'єру                | Усього за кар'єру | Усього за кар'єру | 63    | 0    | 1       | 0       | 5     | 0     | 69      | 0       |

### У збірній
Станом на 18 листопада 2019
| Національна збірна | Рік     | Матчі | Голи |
| ------------------ | ------- | ----- | ---- |
| Канада             |         |       |      |
| 2015               | 1       | 0     |      |
| Загалом            | Загалом | 1     | 0    |
| Гаяна              |         |       |      |
| 2019               | 3       | 0     |      |
| Загалом            | Загалом | 3     | 0    |

## Досягнення
«Торонто»
- Чемпіоншип Канади
  -  Чемпіон (2): 2012, 2016

«Вудридж Страйкерс»
- Кубок Ліги 1 Онтаріо
  -  Володар (1): 2017

«Фордж»
- Прем'єр-ліга Канади
  -  Чемпіон (1): 2019

Індивідуальні
- Найкращий воротар Ліги 1 Онтаріо (1): 2017
- Команда Всіх зірок Ліги 1 Онтаріо (1): 2017